# تاریخ طبرستان و رویان و مازندران
تاریخ طبرستان و رویان و مازندران، کتابی تاریخی به زبان فارسی اثر ظهیرالدین مرعشی است که در حدود ۸۸۱ قمری تألیف شده‌است. این کتاب تلفیقی است از تاریخ طبرستان (کتاب جمال‌الدین رویانی) و تاریخ رویان اثر مولانا اولیاءالله آملی و نویسنده دو فصل بر این کتاب‌ها افزوده‌است. کسروی تاریخ رویان را رونویسی از تاریخ طبرستان (کتاب) ابن اسفندیار می‌داند اما مرعشی با آنکه به روشنی گفته‌است که جملات را از کتاب آملی بدون تغییر نقل کرده‌است، در کتابش نامی از ابن اسفندیار نبرده‌است و گمان بر این است که به کتاب اصلی یعنی تاریخ طبرستان دسترسی نداشته‌است. برای نخستین بار، برنهارد دورن این کتاب را با مقدمه‌ای مفصل به زبان آلمانی در سال ۱۸۵۰ میلادی (برابر ۱۲۶۶ ق.) در پترزبورگ منتشر کرد. این کتاب همراه با ترجمه مقدمهٔ دورن به کوشش عباس شایان در سال ۱۳۳۳ در تهران منتشر شد. این کتاب برنده جایزه سلطنتی کتاب سال  ۱۳۳۶ شد.